# Anders Kågström
Sven Anders Kågström, född 6 september 1936 i Skellefteå stadsförsamling i Västerbottens län, är en svensk civilingenjör som var verksam som flygingenjör i flygvapnet.

## Biografi
Kågström avlade civilingenjörexamen vid Kungliga Tekniska Högskolan 1963. Åren 1962–1965 tjänstgjorde han vid Norrbottens flygflottilj: 1962–1963 som flygunderingenjör, 1963–1965 som flygingenjör av första graden och 1965 som flygdirektör av andra graden. Åren 1965–1969 var han teknisk chef vid Södermanlands flygflottilj, från 1968 flygdirektör av första graden med överstelöjtnants tjänsteklass. Därefter tjänstgjorde han 1969–1990 i Huvudavdelningen för flygmateriel (till 1972 Flygmaterielförvaltningen) vid Försvarets materielverk: 1974–1975 som avdelningsdirektör, 1975–1982 som byråchef och överingenjör, från 1977 med överstes titel och från 1982 som överste av första graden, 1982–1991 som chef för Flygunderhållsavdelningen, tillika 1983–1990 som personalkårschef för flygingenjörerna.
Anders Kågström invaldes som ledamot av Kungliga Krigsvetenskapsakademien 1991.